# Тоусли, Дон
Доналд Ф. Тоусли (англ. Donald F. Towsley; 11 мая 1912 — 25 ноября 1986) — американский карикатурист, аниматор, режиссёр, сценарист и ассистент режиссёра.

## Биография
Дон Тоусли родился 11 мая 1912 года в городе Милуоки штат Висконсин, также жил в Аризоне.
Начал свою карьеру в 1934 году и до 1948 года работал в Студии Уолта Диснея. В 1938 году Тоусли стал главным аниматором короткометражек Дональда Дака после смерти Фреда Спенсера. В 1940 году работает супервайзинг аниматором в фильме Фантазия, не участвует в забастовки аниматоров, и продолжает работать над фильмами Дамбо и Бэмби. В 1943 году Дон Тоусли вместе с командой аниматоров внесли свой вклад в анимационный короткометражный фильм военного времени под названием «Лицо фюрера», созданный Уолтом Диснеем. В 1948 году, после ухода из студии Disney, Тоусли создал серию детских обоев с изображениями животных. В 1950-е года работал в студии Уолтера Ланца над короткометражками Дятла Вуди сценаристом, но ни разу не был указан титрах, в начале 1960-х работал в студии Hanna-Barbera, с 1963 по 1967 работал над сериями Тома и Джерри также был сценаристом в короткометражке Of Feeling Bondage, с конца 60-х и начало семидесятых, работал на многих студиях, и работал также режиссёром, ассистент режиссёром, и аниматором соответственно, Умер 25 ноября 1986 года, В Лос Анджелесе, Калифорния

## 1985—1986
- Приключения Мишек Гамми

## 1985
- The Wuzzels (1 эпизод)

## 1980
- Mickey Mouse Disco

## 1977
- The Space Sentinels (ТВ сериал)

## 1975
- Fraidy Cat (Телесериал)

## 1974
- Возвращение в страну Оз

## 1970
- Коты Аристократы (Аниматор, в титрах не указан)
- Призрачная будка
- Сабрина

## 1969
- Pink on the Cob (дополнительная анимация: аниматор)
- Карт Бланш (дополнительная анимация: аниматор)

## 1968
- Шоу Арчи
- Час Бэтмена и Супермена
- Ночь перед Рождеством

## 1967
- The Bear That Wasn’t
- В эпоху роботов
- Вот так делают консервы
- Purr-Chance to Dream
- Rock’n’Rodent
- Странный двойник
- Guided Mouse-ille. . .aka Guinded
- Мышонок-суперагент
- Погоня в космосе
- Surf-Bored Cat
- Shutter Bugged Cat (титульная анимация, в титрах не указан)

## 1966
- Как Гринч украл Рождество
- Дикий снежный кот
- Кошачий тупик
- Рыбки хочется
- Jerry, Jerry, Quite Contary
- Ценный подарок
- В порту
- A Haunting-We Will go (в титрах не указан)

## 1964
- The Cat Above and the Mouse Below
- Is There a Doctor in the Mouse
- Much Ado About Mousing
- Snowbody Loves Me
- The Unshrinkable Jerry Mouse

## 1963
- Мышонок в, апартаментах люкс (дополнительная/титульная анимация, в титрах не указан)

## 1962
- Мурлыка

## 1961
- Шоу Мишки Йоги
- Пёс Хакльберри
- Диснейленд

## 1960
- Talking of Tomorrow

## 1959
- China Jones

## 1956
- Rodney

## 1952
- Scalp Treatment (сценарист, в титрах не указан)
- The Redwoop Sap (сценарист, в титрах не указан)
- Stage Hoax (сценарист, в титрах не указан)

## 1951
- The Woody Woodpecker Polka (сценарист, в титрах не указан)
- Born to Peck (сценарист, в титрах не указан

## 1950
- Алиса в стране чудес (Аниматор, в титрах не указан, Художник по персонажам, в титрах не указан)
- Золушка (Аниматор, в титрах не указан, Художник по персонажам, в титрах не указан)
- Destination Moon (в титрах не указан)
- The Mountain Flower

## 1949
- Drooler’s Deelight (в титрах не указан)
- Просто Объединение

## 1948
- Капли свели Дональда с ума
- Голос мечты Дональда
- Суд над Дональдом Даком

## 1947
- Wide Open Spaces
- Crazy with the Heat
- Дилемма Дональда
- It’s a Grant Old Nag (Супервайзинг аниматор)
- Микки и бобовый стебель

## 1946
- Dumb bell of the Yukon
- Свежая краска
- Двойные неприятности Дональда
- Sleepy Time Donald
- История Менструации

## 1945
- Старая секвойя
- Излечившаяся утка
- Преступление Дональда
- Три кабальеро

## 1944
- Изобретатель
- Утка-коммандос (в титрах не указан)
- Птица Кондор

## 1943
- Парашютист
- Фигаро и Клео
- Проблемы с шиной

## 1942
- Saps in Chaps
- Бэмби (дополнительная анимация, в титрах не указан)
- Sky Trooper (в титрах не указан)
- Привет, друзья!
- Снежная битва Дональда Дака

## 1941
- Дамбо
- Шеф Дональд

## 1940
- Фантазия (Супервайзинг аниматор, сегмент «Пасторальная Симфония»
- Пиноккио
- Мистер Дак идёт на свидание
- Клепальщик

## 1939
- Дональд и кузен Гас
- Счастливый день Дональда
- Пингвин Дональда

## 1938
- Дональд играет в гольф
- Хорошие Бойскауты
- Дональд с хорошей стороны
- Самоконтроль
- Племянники Дональда

## 1937
- Страус Дональда
- Дон Дональд

## 1936
- День переезда
- Сиротский пикник

## 1935
- Карнавал сладостей
- Пожарная бригада Микки
- Станция техобслуживания Микки
- На Льду

## 1934
- Two Gun Mickey
- Servants Entrance
- Маленькая мудрая курочка (ассистент режиссер)